# Jared Odrick
(en) Statistiques sur pro-football-reference
Jared T. Odrick (né le 31 décembre 1987 à Lebanon) est un ancien joueur américain de football américain devenu notamment acteur.

## Enfance
En 2005, Odrick est nommé All-American par deux magazines et l'U.S. Army alors qu'il joue à la Lebanon High School. Il est nommé dans la first-team de l'État de Pennsylvanie et joue au Big 33 Football Classic ainsi qu'au U.S. Army All-American Bowl.

## Carrière

### Universitaire
Odrick fait seize tacles, deux sacks et un tir bloqué en 2007 avec les Penn State Lions. En 2008, il est sélectionné dans la first-team de la conférence All Big 10 après avoir enregistré lors de cette saison quarante-et-un tacles, 4,5 sacks, un fumble provoqué et trois passes arrêtées.
En 2009, il est nommé All-American et reçoit le titre de meilleur joueur defensive de l'année dans la conférence Big 10 et du meilleur joueur de la ligne défensive pour cette même conférence. Il fait quarante-et-un tacles, un field goal bloqué et trois passes bloquées.

### Professionnelle
Jared Odrick est sélectionné lors du premier tour de la draft de la NFL de 2010 par les Dolphins de Miami au vingt-huitième choix. Le 29 juillet, il signe un contrat de cinq ans d'une valeur de treize millions de dollars. Odrick engage comme agent Drew Rosenhaus. Lors de cette saison 2010, il ne fait qu'un seul tacle et un sack. En octobre 2010, Odrick se fracture le pied lors de l'entrainement et déclare forfait pour le reste de la saison.

## Filmographie
- 2015-2016 : Ballers (série TV) - 5 épisodes : lui-même (également consultant sur plusieurs épisodes)
- 2017 : Jade de Mason Boudreau : Justin
- 2022 : Le Samaritain (Samaritan) de Julius Avery